# 養老山地

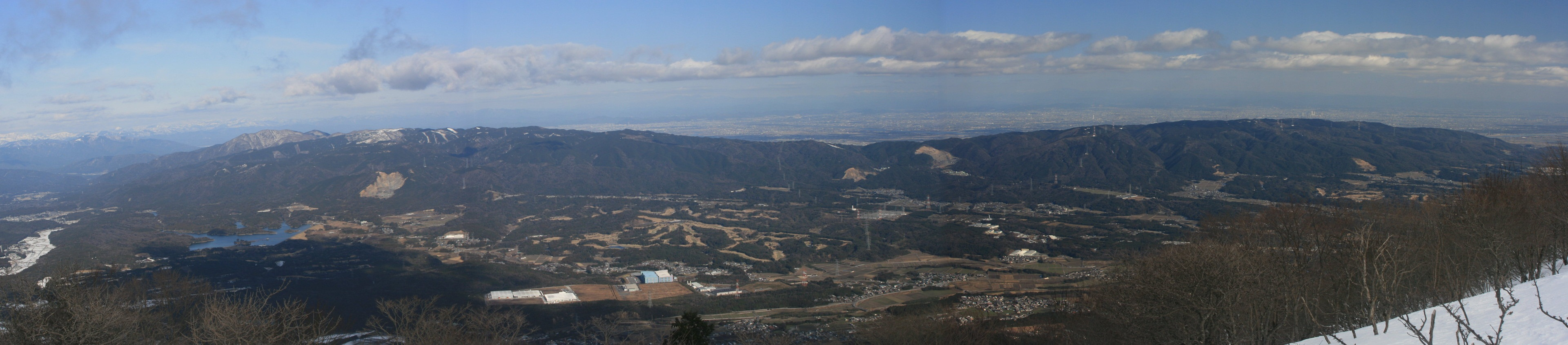
西側の鈴鹿山脈の藤原岳から望む養老山地

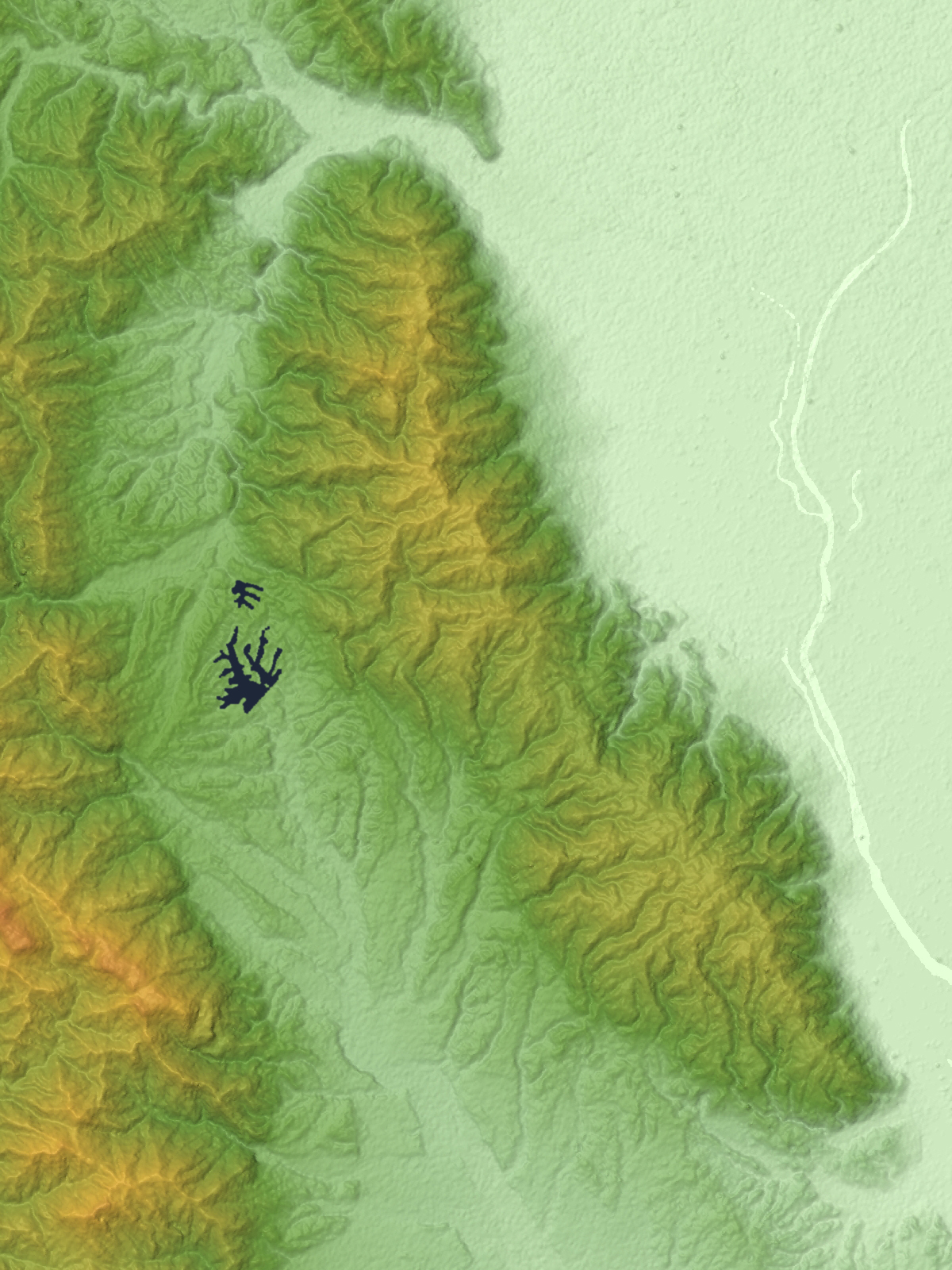
養老山地の地形図

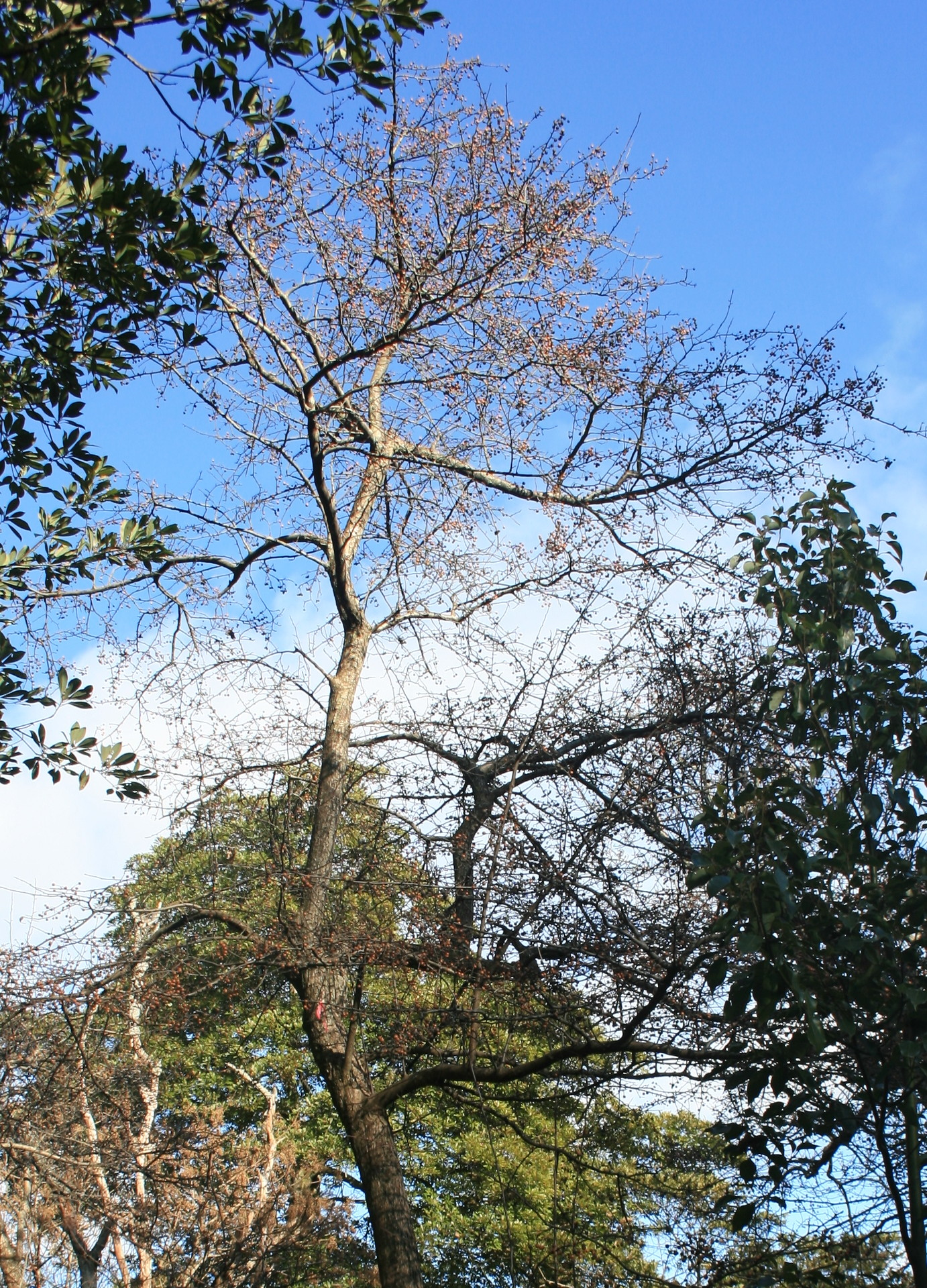
国の天然記念物の「多度のイヌナシ自生地」の果実がついたイヌナシの木

養老山地（ようろうさんち）は、濃尾平野の西方に位置する山地。

## 地勢
濃尾平野の西端に沿って幅約10km、延長約25kmにわたり、北部は標高800 - 900m、南部は標高400m程度のピークが連なる。山頂付近は侵食小起伏地形の発達が見られる。山地の主稜線は南南東 - 北北西方向に沿っており、岐阜県・三重県境でもある。最高峰は笙ヶ岳（標高908m）。その他、北部の主峰に養老山（標高859m）、最南部の主峰に多度山（標高403m）がある。

## 形成
養老-桑名-四日市断層帯による逆断層活動によって形成された山地である。養老-桑名-四日市断層帯を境に西の養老山地側は隆起し、東の濃尾平野側は沈降を続けている。これは濃尾傾動運動に伴う断層運動であり、約200万年前の地層を観察すると養老山地に当たる地域が平坦だったことがわかるため、この断層運動は約100万年前から開始していると考えられている。現在も断層運動は継続しており、運動速度は年平均0.5 - 1mmと推計されている。現在では養老山地と濃尾平野基盤の段差が2,000 - 2,500mに達している。山域の多くはスギなどの針葉樹林の植林地となっている。
養老山地の東端は急傾斜の断層崖であり、崩壊が進んでいるため、扇状地の発達が著しく、大小約30の扇状地が生成されている。一方山地の西側は員弁川河谷に向かって緩傾斜地形をなしている。これは、養老山地の東端が隆起を続けているので、山塊全体が西側へ傾動していることによる。

## 生態系
植生は、ブナ、ミズナラ、シイ、カシなどの常緑広葉樹林が広がっている。山域の多くの区域で広葉樹が伐採され、スギなどの針葉樹林の植林地となっている。
笙ヶ岳北斜面の一之瀬のホンシャクナゲ群落は、1931年（昭和6年）7月31日に国の天然記念物に指定された。また、多度山のナシ属イヌナシ群生地（自生地）は、2010年（平成22年）8月5日に国の天然記念物に指定された。
養老山地に生息する主な哺乳類には、ニホンザル、ニホンジカなどがある。

## 人文史
養老山地の名称は、717年の養老改元に由来する。同年9月、元正天皇が美濃国へ行幸し、当耆郡多度山にて泉の水を飲んだところたちまち健康を回復したことから、同年11月、霊亀から養老へ改元した。天皇が飲んだ泉を特定することはできないが、山地東麓の滝がその泉に比定されるようになり、養老の滝と称せられた。その直上の峰は、もと多芸山と呼ばれていたが、いつ頃からか養老山と呼ばれるようになり、それが山地全体の名称にもなった。
山地南端の多度山は神体山として古来信仰を集め、多度大社および神宮寺が営まれた。
養老山地東麓は、観光地として開発され、1880年（明治13年）に養老公園が開園したほか、1970年（昭和45年）には揖斐関ヶ原養老国定公園に指定されている。1995年（平成7年）、養老公園内にテーマパーク養老天命反転地が開園した。

## 地理

### 養老山地の山
| 山容 | 山名     | 標高 （m） | 三角点等級 基準点名 | 備考                                |
| ---- | -------- | ---------- | ------------------- | ----------------------------------- |
|      | 表山     | 838.53     | 三等 「犬谷」       |                                     |
|      | 笙ヶ岳   | 908.30     | 四等 「笙ヶ岳」     | 養老山地の最高峰                    |
|      | 三方山   | 約730      |                     | 笹峠の東の小ピーク 濃尾平野の展望台 |
|      | 小倉山   | 841        |                     | 山上園地 東屋やベンチなど           |
|      | 養老山   | 859.31     | 一等 「養老山」     | 養老の滝                            |
|      | 志津山   | 731.98     | 三等 「田辺1」      | 川原越の南                          |
|      | 石津御嶽 | 629.00     | 四等 「杉生平」     |                                     |
|      | 多度山   | 402.74     | 二等 「柚井村」     | 山頂に園地                          |

### 養老山地の峠
- 川原越：養老山と志津山との間にある鞍部で、東海自然歩道がこの峠を東西に横切る。
- 二之瀬越：岐阜県道・三重県道25号南濃北勢線は、山地を横切る唯一の一般道である。冬期は積雪や路面凍結のために、峠周辺の区間は通行止めとなる。
- 田代越[4]

### 源流の河川
以下の源流となる河川の支流は、伊勢湾へ流れる。扇状地を形成している。
- 揖斐川の支流（牧田川は山地の北端から西側に回り込んでいる）
- 員弁川

## 交通
- 国道258号が、山地の東側を南北に通る。
- 国道365号が、山地の西側を南北に通る。
- 名神高速道路の養老サービスエリアが、山地北東端の麓にある。
- 養老鉄道養老線が、山地の東側を南北に通る。
- 二之瀬越付近を東海環状自動車道のトンネルが通る予定である[5]。